# Scuola europea di amministrazione
La Scuola europea di amministrazione (European Administrative School, EAS) è un organismo interistituzionale dell'Unione europea fondato il 26 gennaio 2005 per fornire una preparazione specializzata al personale amministrativo di tutte le Istituzioni comunitarie.
La Scuola è divisa in due settori: uno dedicato alla progettazione e alla realizzazione delle attività di formazione, l'altro alla programmazione e all'organizzazione.
Il direttore della Scuola è David Walker.
La Scuola ha due uffici: uno a Bruxelles, (rue De Mot), l'altro a Lussemburgo, (bâtiment Drosbach).